# J. White Did It
Энтони Джермейн Уайт (англ. Anthony Jermaine White; род. 17 декабря 1984, Даллас, Техас), также изввестен как J. White Did It или просто J. White — американский музыкальный продюсер, автор песен, диджей. Лауреат премии «Грэмми».
Свою карьеру начал еще в 2005 году, однако известность приобретает после знакомства с начинающей рэпершей Карди Би в 2016 году. Вместе они записали песню «What A Girl Likes», позже работа продолжилась над микстейпом Gangsta Bitch Music, Vol. 2. В 2017 году Карди Би выпускает сингл «Bodak Yellow», который становится мегауспешным в США, где он занимает первую позицию в чарте Billboard Hot 100. Как автор Уайт получил за песню статуэтки «BET Hip Hop Awards», «American Music Awards» и «Грэмми». В следующем году Карди выпускает очередной хит-сингл «I Like It», трек был номинирован на премию «Грэмми».
В 2019 году начинает сотрудничество с Игги Азалией. Вместе они работали над альбомом In My Defense, он стал продюсером практически всех треков лонгплея, в том числе и лид-сингла «Sally Walker». Также он стал продюсером мини-альбома Wicked Lips.